# St. Mariä Himmelfahrt (Rab)

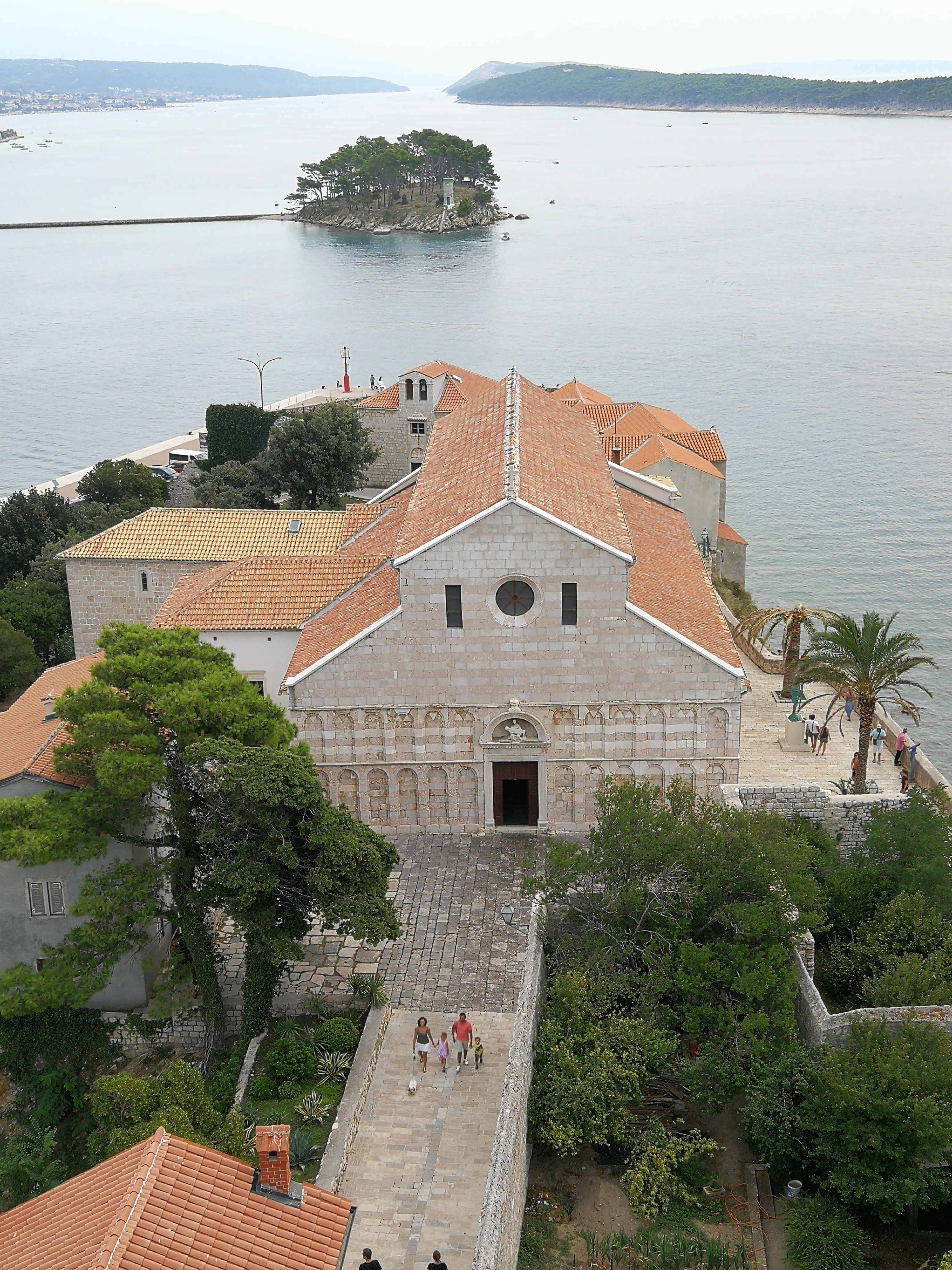
Frühere Kathedrale St. Mariä Himmelfahrt (Rab). Blick auf die Kirche vom Glockenturm aus.

Die Gemeindekirche St. Mariä Himmelfahrt (kroatisch Katedrala Uznesenja Blažene Djevice Marije) ist ein mittelalterlicher Sakralbau in der kroatischen Stadt Rab auf der Insel Rab in der Kvarner Bucht. Sie ist die größte Pfarrkirche der Stadt und besaß bis zur Aufhebung der Diözese Rab 1828 den Rang einer Kathedrale.

## Geschichte und Erscheinungsbild

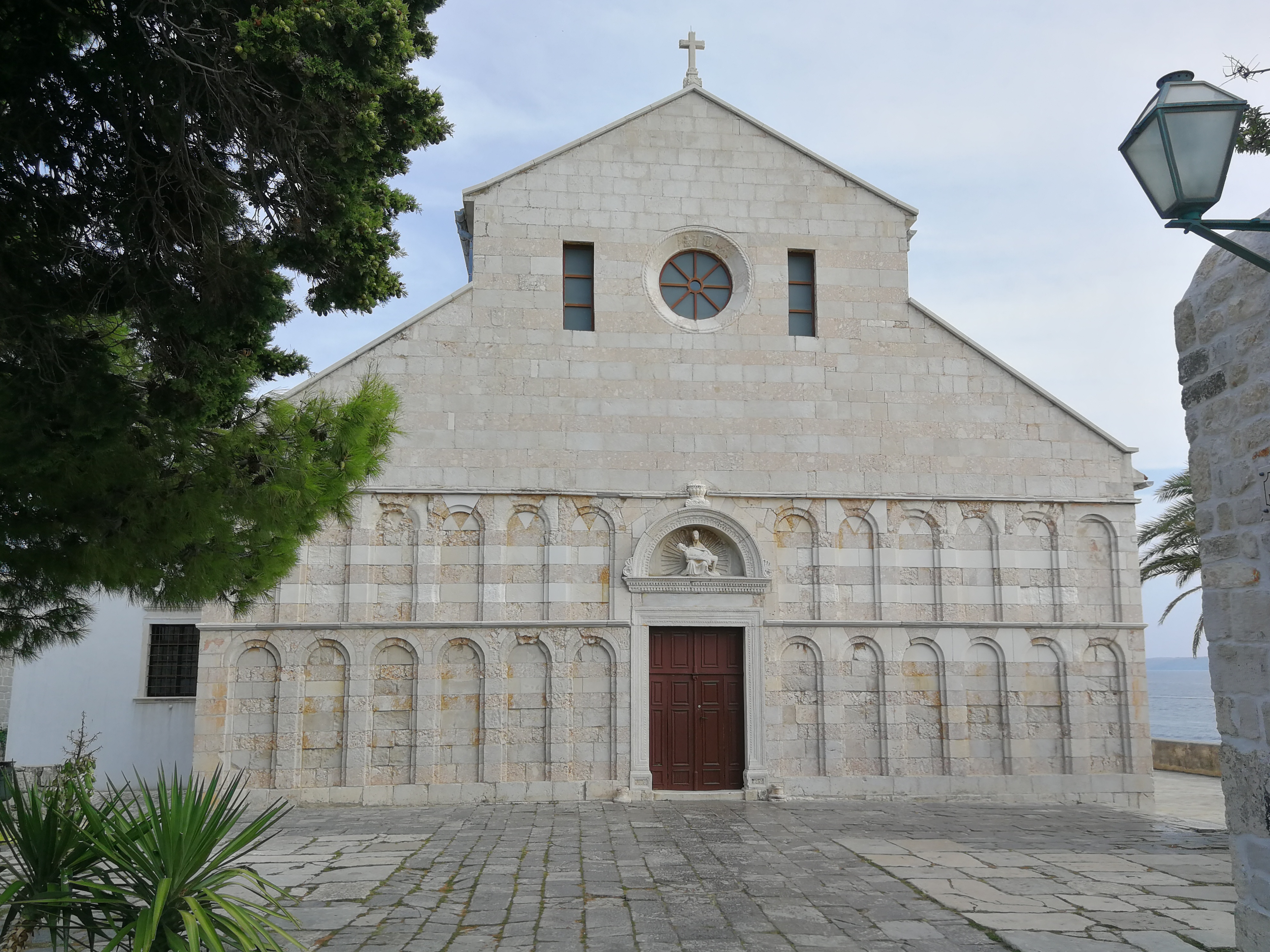
St. Mariä Himmelfahrt. Westfassade.

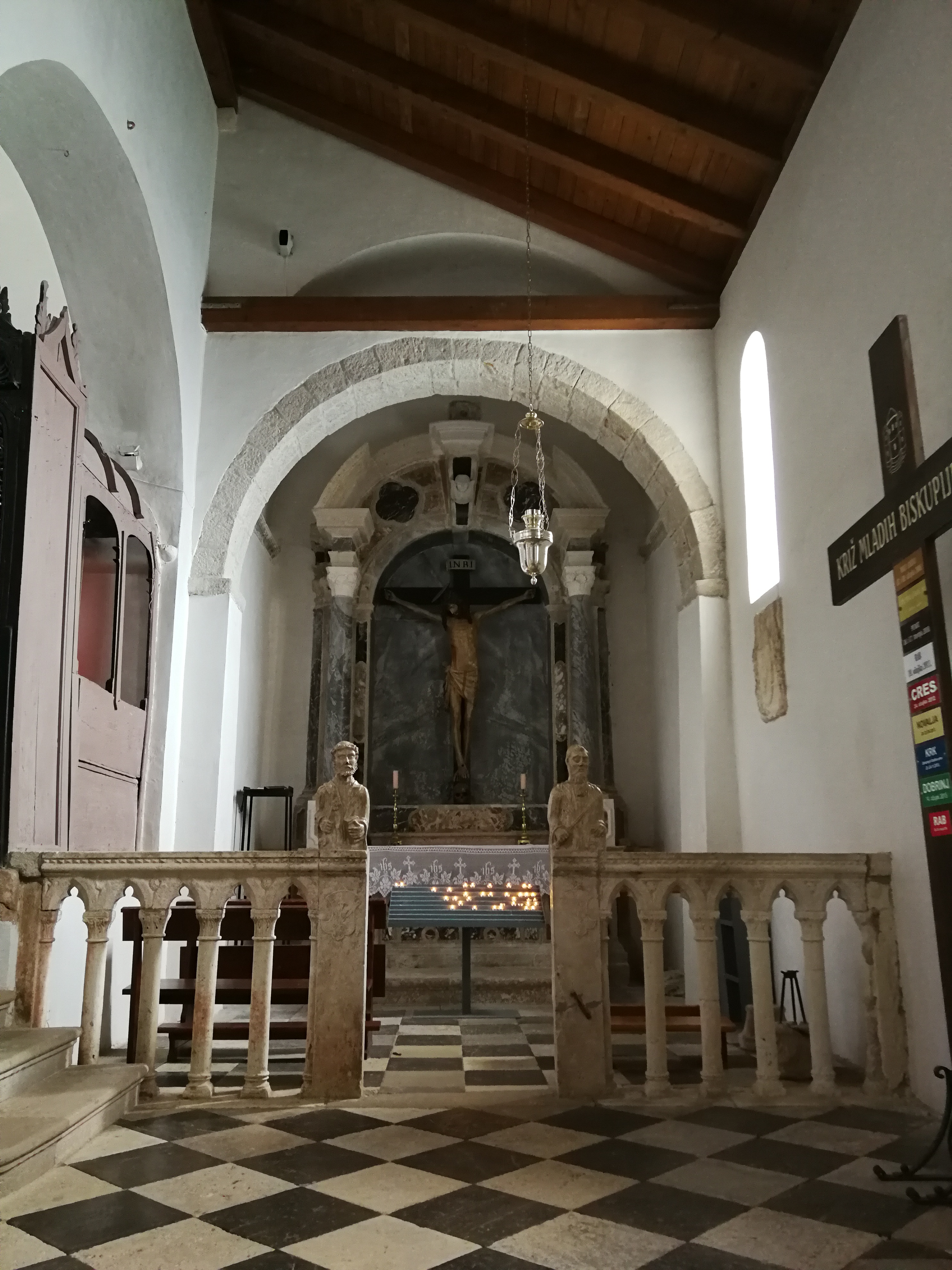
Nördliches Seitenschiff.

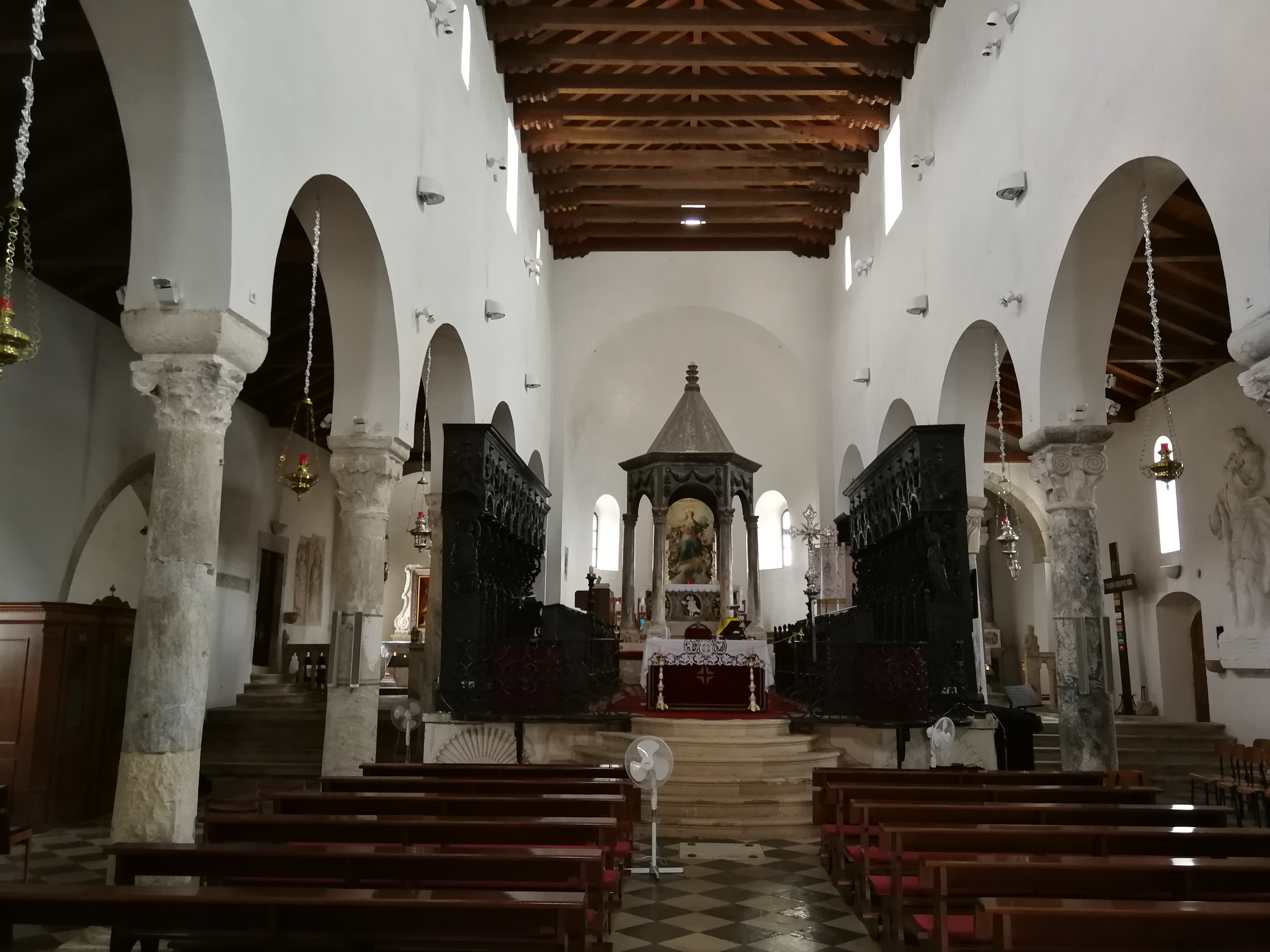
Innenansicht.

Neuere Ausgrabungen erbrachten mit Funden von Bauschmuck, Resten einer Taufkapelle sowie eines Mosaiks unter dem Altarraum Hinweise auf einen frühchristlichen Vorgänger des 5. oder 6. Jahrhunderts. Einige Merkmale, die weiterhin auf ein hohes Alter der Kirche hindeuten, zeichnen sich ebenfalls im aufgehenden Mauerwerk des bestehenden Baus ab. Hierzu zählen die polygonale Außenform der zentralen Apsis sowie (möglicherweise sekundär verbaute) Kapitelle im Innenraum.
Im späten 8./frühen 9. Jahrhundert wurde die Kirche tiefgreifend umgebaut und erhielt im Kern ihr heutiges Erscheinungsbild einer dreischiffigen Basilika von sechs Jochen Länge. Die auf halber Breite des Hauptschiffes ausgeführten Seitenschiffe sind durch Bogenstellungen von fünf Säulenpaaren voneinander getrennt. Von der damaligen Ausstattung ist noch immer ein reich ornamentiertes Ziborium über dem heutigen Hauptaltar erhalten. Im 11. Jahrhundert erfolgte ein weiterer Umbau, in dessen Folge die beiden seitlichen Apsiden angefügt wurden. In der Mitte des 12. Jahrhunderts wurde der Westteil der Kirche neu erbaut. Papst Alexander III. weihte 1177 die unter starkem toskanischem Einfluss stehende Fassade, die abwechselnd aus weißem Kalkstein und roter Brekzie errichtet und wahrscheinlich dem ursprünglichen Westabschluss vorgeblendet wurde. Der ursprünglich ebenfalls in Arkadenstellungen geplante obere Fassadenbereich wurde nicht mehr ausgeführt. Die Baumaßnahmen wurden nach Ausweis einer Bauinschrift erst 1278 abgeschlossen. Das romanische Portal, von dem sich die Säulenbasen erhalten haben, besaß wohl ein Prothyron, eine kleine Vorhalle. Es wurde ab 1490 im Zuge einer Neugestaltung der Fassade ersetzt. Die ausdrucksvolle Pietà des Bildhauers Petar von Trogir im Rundbogen über dem Portal stammt aus dem Jahr 1514.
Zwischen 1997 und 2005 wurde die Kirche umfassend dokumentiert und restauriert und hierfür mit einem Europa-Nostra-Preis für die „umfassende Untersuchung, sorgfältige Restaurierung und didaktische Präsentation eines der bedeutendsten mittelalterlichen Denkmäler Kroatiens“ ausgezeichnet.

## Ausstattung
Der Innenraum besitzt umfangreiche Ausstattungen verschiedener Epochen. Das bereits erwähnte, im Kern vorromanische Ziborium wurde durch Petar von Trogir umgestaltet. Der Taufstein stammt ebenfalls aus seiner Hand. Das Chorgestühl des erhöhten Presbyteriums wurde ca. 1445 in der Werkstatt des venezianischen Holzschnitzers Matteo Moronzone di Andrea geschaffen. Eine Marmorstatue von Christus auf dem Thron ist eine Arbeit des 11. Jahrhunderts. Eine hochgotische Skulptur der Jungfrau Maria mit dem Kind stammt aus dem 14. Jahrhundert.
Zahlreiche kostbare liturgische Gegenstände, darunter emaillierte Kupferplatten und ein Schrein eines Kopfreliquiars des heiligen Christophorus aus dem 12. Jahrhundert sowie ein farbiges Kruzifix aus der Renaissance werden in der Schatzkammer der Kirche aufbewahrt.

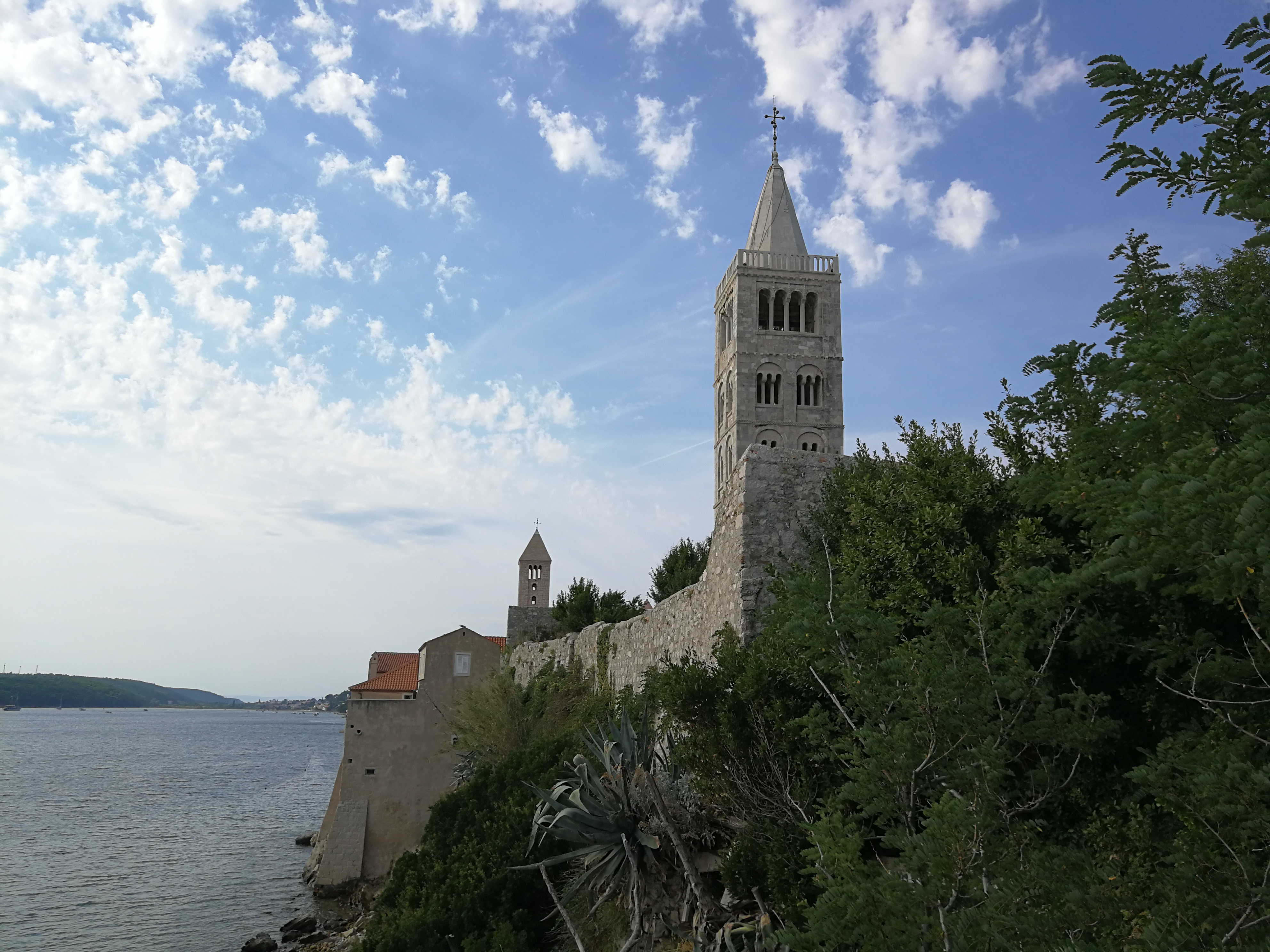
Glockenturm

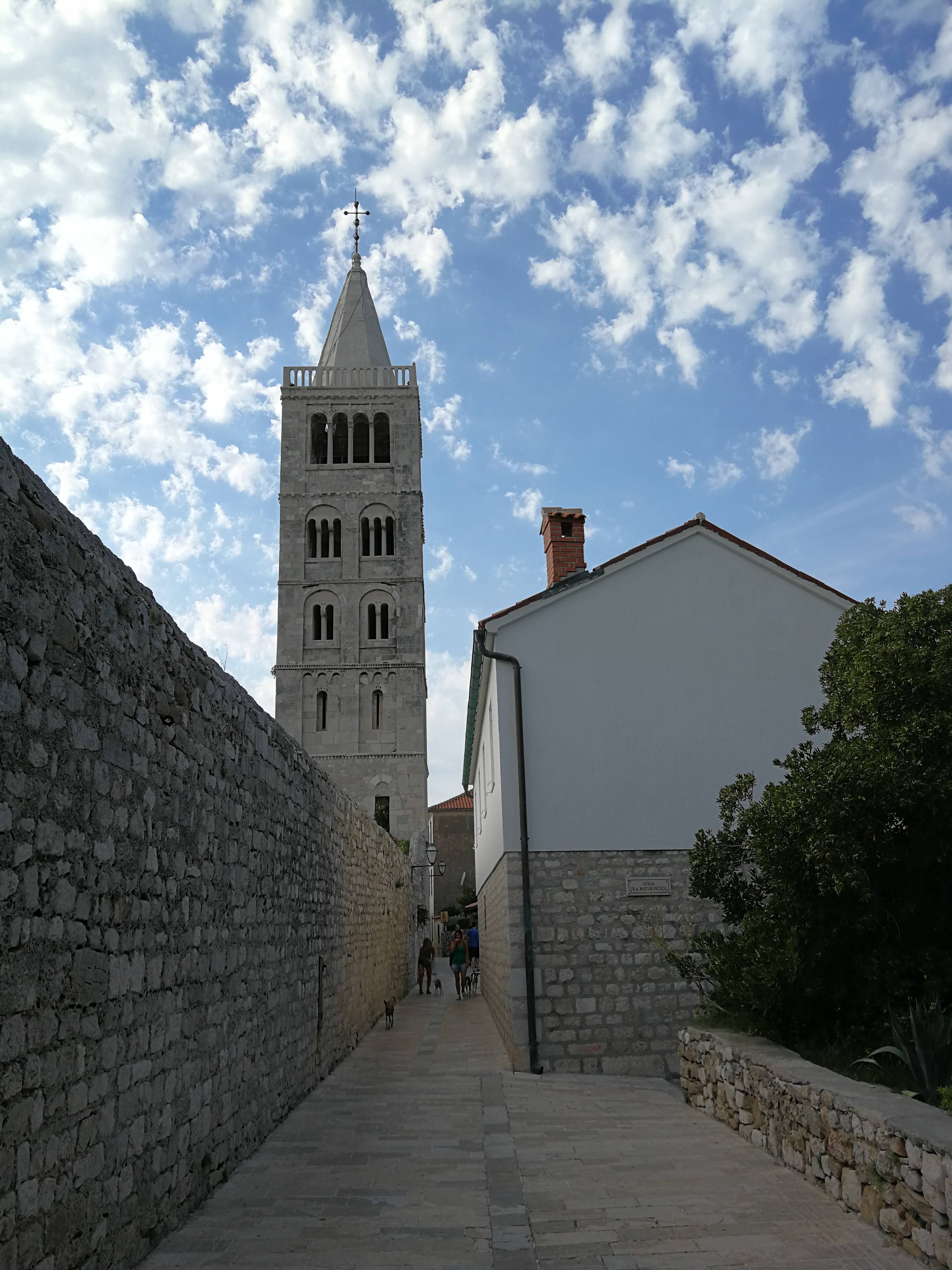
Blick auf den Glockenturm von der Westfassade der Kirche.

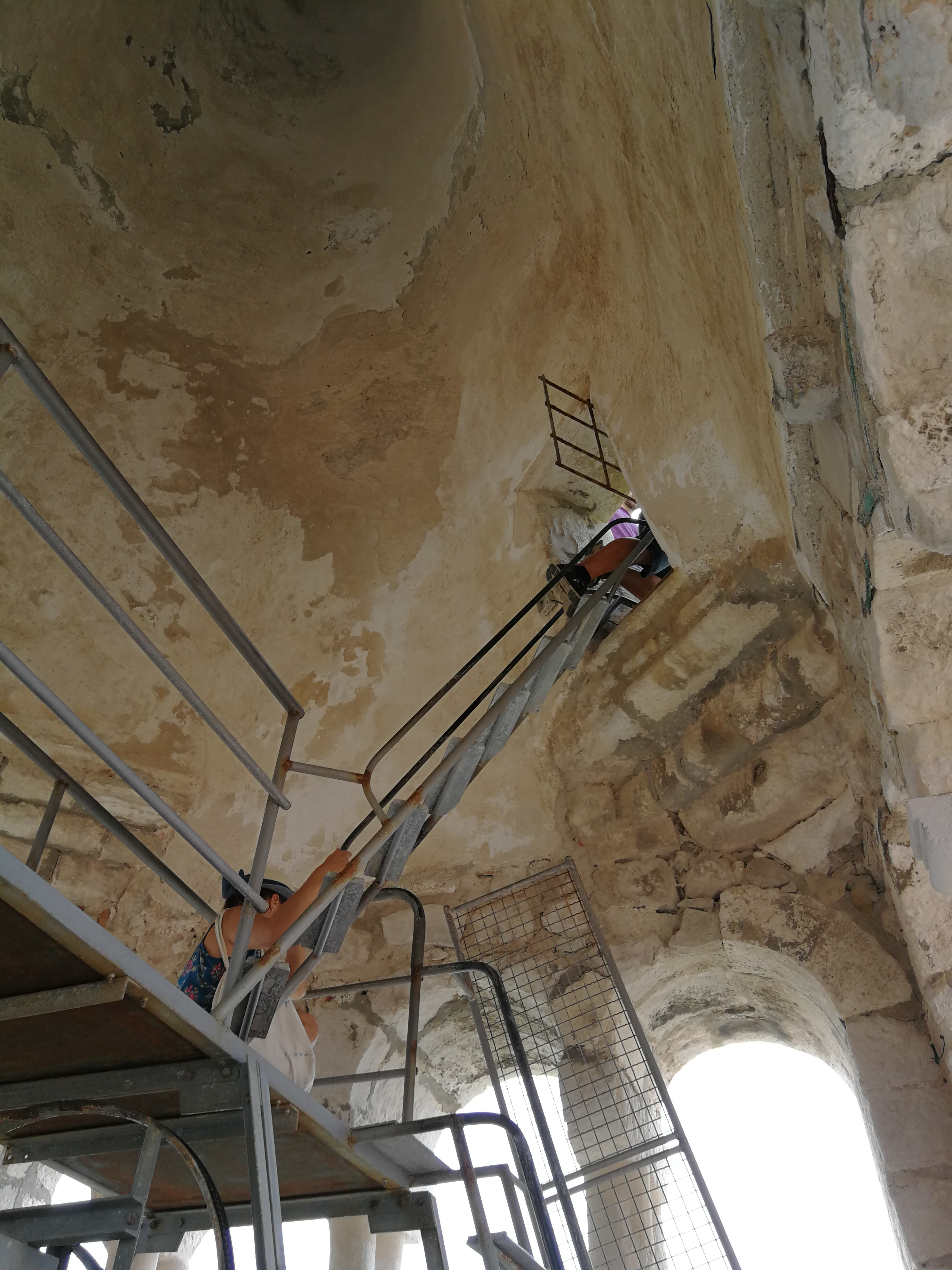
Glockenturm. Blick in das spätmittelalterliche Gewölbe mit Durchstieg zum Turmumgang.

## Glockenturm
Der freistehende romanische Glockenturm der früheren Kathedrale steht etwa 100 Meter östlich des Hauptportals an der oberen Hauptstraße der Altstadt (Gornja ulica), direkt an der Abbruchkante zur Raber Bucht. Er befindet sich in unmittelbarer Nachbarschaft des Benediktinerinnenklosters St. Andreas.
Der 26 Meter hohe Turm stammt aus dem 12. Jahrhundert und zählt zu den bekanntesten mittelalterlichen Baudenkmälern Dalmatiens. Er besteht aus qualitätvollen Steinquadern, die Geschosse sind durch mit Bauschmuck reich verzierte Gesimse getrennt. Die Fenster und Schallöffnungen sind von unten nach oben als Mono-, Bi-, Tri- und schließlich monumentale Tetraforien geöffnet.
Der Turmabschluss mit Umgang sowie das Dach mit seiner steinernen Einwölbung wurden nach einem Blitzschlag im 15. Jahrhundert neu ausgeführt.
Die frühere Kathedrale St. Mariä Himmelfahrt in Rab sowie ihr Glockenturm können besichtigt werden.